# Кантон и Эндербери

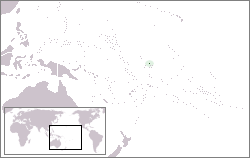

Острова́ Канто́н и Э́ндербери — с 1939 по 1979 года кондоминиум (совместное колониальное владение) Великобритании и США в Тихом океане. Располагался в северо-восточной части архипелага Феникс примерно в 3000 км к югу от Гавайских островов на одноимённых атоллах Кантон (или Абариринга) и Эндербери. В прошлом здесь располагались военно-морские и воздушные базы Великобритании и США. В 1979 году после получения независимости британской колонией Острова Гилберта стал частью Республики Кирибати.